# Папирня (Сумская область)
Папирня (укр. Папірня) — село,
Шатрищенский сельский совет,
Ямпольский район,
Сумская область,
Украина.
Код КОАТУУ — 5925686005. Население по переписи 2001 года составляло 10 человек .

## Географическое положение
Село Папирня находится на правом берегу реки Ивотка,
выше по течению на расстоянии в 5 км расположено село Ивотка,
ниже по течению на расстоянии в 2 км расположено село Жиданов.
Село окружено большим лесным массивом (сосна).
По селу протекает пересыхающий ручей с запрудой.

## История
- Иван Неплюев построил в 1836 году на реке Ивотка бумажную фабрику на 78 рабочих мест. Изготавливаемая бумага была хорошего качества, с водяными знаками и была известна за пределами Глуховского уезда. Возле фабрики селились крестьяне. Населений пункт назвали Папирня (укр. Папір — бумага).